# لويد بيتيت
لويد بيتيت (بالإنجليزية: Lloyd Pettit)‏ هو معلق رياضي أمريكي، ولد في 22 مارس 1927 في شيكاغو في الولايات المتحدة، وتوفي في 11 نوفمبر 2003 في فوكس بوينت في الولايات المتحدة.